# Nelson Diebel
Nelson W. Diebel (født 9. november 1970 i Chicago, Illinois) er en amerikansk tidligere svømmer og dobbelt olympisk guldvinder. Han specialiserede sig i brystsvømning.

## Svømmekarriere
Diebel deltog som blot 18-årig for USA ved de Pan Pacific-svømmemesterskaber og vandt her sølv i 200 meter brystsvømning. To år senere deltog han i de panamerikanske lege og vandt også her sølv i 200 meter brystsvømning.
Han blev i en alder af 21 år udtaget til OL 1992 i Barcelona. Her stillede han først op i 100 meter brystsvømning, hvor favoritten var 
ungareren Norbert Rózsa, der ved EM 1991 havde sat verdensrekord i disciplinen. Med en andenplads i sit indledende heat og tredjebedste tid sammenlagt kvalificerede Diebel sig til finalen. Her var to russere hurtigst ved vendingen, men de tabte fart på tilbagevejen, og her holdt Diebel sin fart og sejrede i tiden 1.01,50 minutter, mens Rózsa fik sølv i 1.01,68 og australieren Phil Rogers bronze. Han var også med i 4×100 m medley-konkurrencen, men sad over i indledende heat. I finalen svømmede han anden tur efter Jeff Rouse i rygcrawl, og blev efterfulgt af Pablo Morales i butterfly, inden Jon Olsen svømmede crawl. De fire amerikanere vandt sikkert guld i en tangering af verdensrekorden med 3.36,93 minutter, mens det Forenede Hold (Rusland) fik sølv og Canada bronze.

## Privatliv og videre karriere
Diebel havde været noget af en rod som barn og var blevet smidt ud af to skoler, inden hans mor fik ham ind på den private Peddie School i Hightstown, New Jersey, og her blomstrede han op. Han blev derpå optaget på Princeton University. Han blev senere foredragsholder, hvor han berettede om sin udvikling fra rod til mestersvømmer.

## OL-medaljer
- 1992:  Guld i 100 meter

brystsvømning
- 1992:  Guld i 4×100 meter medley med USA